# Градска општина Обреновац
Општина Обреновац је градска општина Града Београда. Заузима површину од 40.995 ha, на којој према попису из 2011. живи 72.524 становника. Према подацима са последњег пописа 2022. године у општини је живело 68.882 становника
Општина Обреновац је укључена у заједницу београдских општина 1957. године
Дан општине је 20. децембар, дан указа кнеза Милоша Обреновића којим је установљен назив Обреновац, а крсна слава Свете Тројице.
У Обреновцу се налазе две термоелектране Никола Тесла А и Никола Тесла Б, које производе више од 60 процената електричних потреба Србије.

## Географија
Обреновачка општина се налази у средишњем делу доњоколубарског басена, на истоку и југу се граничи са Шумадијом, долинама Колубаре и Тамнаве, на западу су огранци Поцерине, а на северу река Сава која у свом доњем току изразито меандрира. Површина општине је 411 km², од чега је урбанизовано око 42.
Највећи део тла је изразито равничарски, док су поједини делови брежуљкасти и благо брдовити, према западним падинама Авале и Парћанског виса на истоку и југоистоку, и ка Поцерју на западу.
У брдовитом делу доминира врх Буквик, у атару села Мислођин, висок 221 метар, а најнижа тачка је на 73 метра нмв, у простору Плошће, унутар широког меандра Саве око атара села Забрежје.
Општина се простире између 44° 30' и 44° 45' северне географске ширине и 20° и 20° 20' источне географске дужине. Ваздушном линијом, државна граница је од Обреновца удаљене око 80 km ка истоку.
У Обреновцу се укрштају важни путеви, који од Београда, удаљеног свега 29 km ка истоку, воде на запад ка Шапцу, Лозници и затим Босни и Херцеговини и Хрватској, односно ка Ваљеву и Ибарској магистрали.

## Клима
Обреновац се налази готово у средишту северног умерено топлог појаса, са климом блажом од типичне панонске, континенталне. Просечна годишња температура у овој области је око 11 °C, лети око 22 °C, а зими око -1 °C, са максималним распоном који се креће од -28 °C до 40 °C. У току године, количина падавина износи око 640 литара воде по квадратном метру, у сушним годинама око 440, а у кишним и до 940 литара по квадратном метру. Током године падавине су изражене у пролеће и крајем лета односно почетком јесени.
Маја 2014, ову Општину погодиле су катастрофалне поплаве, где је око 80% територије Општине било под водом.

## Локална самоуправа
Територија општине је организована у следеће месне заједнице:
- II месна заједница
- III месна заједница
- Баљeвац
- Барич
- Бело Поље
- Бруглице
- Бровић
- Велико Поље
- Вукићевица
- Грабовац
- Дражевац
- Дрен
- Дудови
- Забрежје
- Звечка
- Јасeнак
- Конатице
- Кртинска
- Љубинић
- Мала Моштаница
- Мислођин
- Орашац
- Пироман
- Пољане
- Ратари
- Рвати
- Скела
- Стублине
- Трстеница
- Уровци
- Ушће

## Историја

### Почетак историје насеља
Најпре је настао као сеоско насеље, уклештено између Колубаре и Тамнаве, под првобитним именом Палеж. Писана историја га по тим именом помиње тек од почетка 18. века, од поменутог пописа становништва из 1717. године. У то време, насељавали су га српски земљорадници и турске занатлије и трговци.
За време аустријске владавине, која се на овом простору задржала до 1739. године, постаје окружно место Округа палешког, које је под собом имало 73 села. Тада је био насељен претежно Немцима, Мађарима и Јеврејима, који су му дали име Цвајбрикен, по два моста на двема рекама које су га опасивале.
После повратка турака, Палеж је изгубио улогу у администрацији.

### 19. век
Тамо где је сад, на леву обалу Тамнаве премештен је после коначног ослобађања од Турака, након 1815. године, пошто је стари Палеж порушен и запаљен.
Палеж је 1824. године званично добио своју основну школу-"Прва Обреновачка основна школа", затим и цркву, саграђену од материјала Драгутиновог манастира у Мислођину, a 1843. добија и пошту.
Тек 1836. године, нови, српски Палеж постаје, место Среза посавског, за села са леве обале Колубаре. Тада је већ био жива трговачка и занатлијска варош, у њему се отварају кафане .
Палежани су послали молбу Кнезу Милошу , одмах по повратку на престо 1859. године, да њихову варош прекрсти у Обреновац. Молба је услишена, а данас се датум означавања новог имена, 20. децембар (по новом календару), слави као дан Обреновца.
Варош до краја века постепено добија и друге установе и службе: Месну штедионицу, Обреновачку задругу, првог лекара, прву апотеку, грађанску школу, забавиште, Певачко друштво, Друштво Црвеног крста, Гимнастичко друштво, а 1899. и бању, која ће му убрзо пронети глас по целој Србији.

### 20. век
Године 1902. Обреновац је добио телефонску централу, а 1908. је у саобраћај пуштена пруга Забрежје-Обреновац-Ваљево. Све то је знатно поспешило развој занатства и трговине, а град постаје познат као житарски и трговачки центар. Просперитет је настављен после Првог светског рата. Прва гимназија отворена је 1922.. Електрична централа и осветљење стижу 1928. , када је свечано отворена и нова пруга Обреновац - Београд.
Други светски рат је зауставио економски процват Обреновца.

### Обреновац данас
Обреновац је изгубио јавну железницу после 60 година рада. Заменила ју је индустријска пруга за транспорт угља до Термоелектрана Никола Тесла, али је у међувремену раширена густа мрежа путева. У насељу је више од 100 улица дужине око 30 km, њиме пролази 29 km магистралних, 74 km регионалних и 185 km локалних путева.

## Култура у Обреновцу
У Обреновцу је организована културна делатност која се одвија на више места у овој градској општини. Фолклорно наслеђе се огледа кроз многобројна културно-уметничка друштва која делују на територији целе општине и насеља.

### Библиотека Влада Аксентијевић
Библиотека Влада Аксентијевић смештена је у атрактивној и најстаријој варошкој грађевини, часном дому обреновачког трговца Бранислава Михајловића са почетка 19. века, у којој је некада и сам Књаз Милош бивао чест гост, због чега је и данас позната као Милошев конак. У том веома лепом простору одржавају се и књижевне вечери, изложбе и други културни догађаји.

### Спортско-културни центар Обреновац
Спортско-културни центар Обреновац је почео са радом 1982. године и у његовом саставу су: Биоскоп Палеж , Базени и Соколски дом.

### Фолклор у Обреновцу
У Обреновцу се налазе многобројна културно-уметничка друштва. Ансамбли из Стублина, Скеле, Великог Поља и Јасенка делују у својим срединама и шире културно наслеђе свога краја. Гусларско друштво Никола Тесла је заслужно за очување богате баштине српске културе.
- Културно-уметничко друштво Драган Марковић из Забрежја
- Културно-уметничко друштво Прва Искра из Барича
- Културно-уметничко друштво ТЕНТ из Обреновца
- Гусларско друштво Никола Тесла

## Образовање у Обреновцу

### Основне школе
У Обреновцу постоји једанаест основних школа. Поред Обреновца, школе се налазе и у насељима Барич, Дражевац, Грабовац, Скела и Стублине
- Прва обреновачка основна школа
- Основна школа ''Јефимија''
- Основна школа Јован Јовановић Змај
- Основна школа Љубомир Аћимовић
- Основна школа Посавски партизани
- Школа за основно образовање одраслих Обреновац
- Основна школа 14. октобар Барич
- Основна школа Дражевац Дражевац
- Основна школа Никола Тесла Скела
- Основна школа Живојин Перић Стублине
- Основна школа Грабовац Грабовац

### Средње школе
У Обреновцу се налазе три средње школе.
- Техничка школа Обреновац
- Пољопривредно-хемијска школа
- Гимназија Обреновац

## Јавни градски саобраћај
Јавни градски саобраћај у Обреновцу обавља се аутобусима СП Ласта и АСП Стрела УБунутар интегрисаног тарифног система. Систем линија има два подсистема, локалне линије, које почињу и завршавају се на територији општине Обреновац, као и 13 приградских линија, које повезују насеља у општини Обреновац са Београдом:
- 860 Београд - Обреновац
- 860Е Београд  - Обреновац (експрес)
- 860М Београд - Индустријска зона Барич - Обреновац
- 860Б Београд - Мала Моштаница - Индустријска зона Барич
- 860С Београд - Мислођин - Степојевац
- 860А Београд - Руцка - Мала Моштаница - Барич (амбуланта)
- 860Д Баново брдо - Веверички крај - Дражевац
- 860В Баново брдо - Баљевац (Ибарска магистрала)
- 860П Баново брдо - Пољане (Доњи крај)
- 860Ј Београд - Јасенак (пуж)
- 860И Београд - Сурчин - Индустријска зона Барич
- 860Ц Београд - Баричких бораца - Индустријска зона Барич
- 860МВ Београд - Насеље Сава (преко аутопута Милош Велики)